# مرلی ون در ولدن
مرلی ون در ولدن (انگلیسی: Marly van der Velden؛ زادهٔ ۶ ژانویهٔ ۱۹۸۸) هنرپیشه، و بازیگر تلویزیون اهل پادشاهی هلند است.